# Eriophorum russeolum
Eriophorum russeolum là loài thực vật có hoa trong họ Cói. Loài này được Fr. mô tả khoa học đầu tiên năm 1838.